# 利洛托单抗
利洛托单抗（INN：Lilotomab），前称替妥洛单抗（tetulomab）或HH1，是针对 CD37 的鼠单克隆抗体，CD37是一种在成熟人类 B 细胞表面表达的糖蛋白。它首次在挪威镭医院生成的。
截至2016年，挪威公司Nordic Nanovector ASA正在开发一种放射免疫治疗药物，其中利洛托单抗通过一种名为satetraxetan（DOTA的衍生物）的连接体与发射β辐射的同位素镥-177结合。该化合物称为177Lu-HH1或沙镥(177Lu)利洛托单抗（INN：Lutetium (177Lu) lilotomab satetraxetan，商品名Betalutin）。截至2016年，针对非霍奇金淋巴瘤患者的1/2期临床试验正在进行中。

螯合镥-177的satatetraxetan结构

## 延伸阅读
- Repetto-Llamazares AH, Larsen RH, Mollatt C, Lassmann M, Dahle J. . Current Radiopharmaceuticals. March 2013, 6 (1): 20–7. PMC 3624777 . PMID 23256748. doi:10.2174/1874471011306010004.